# Meseta

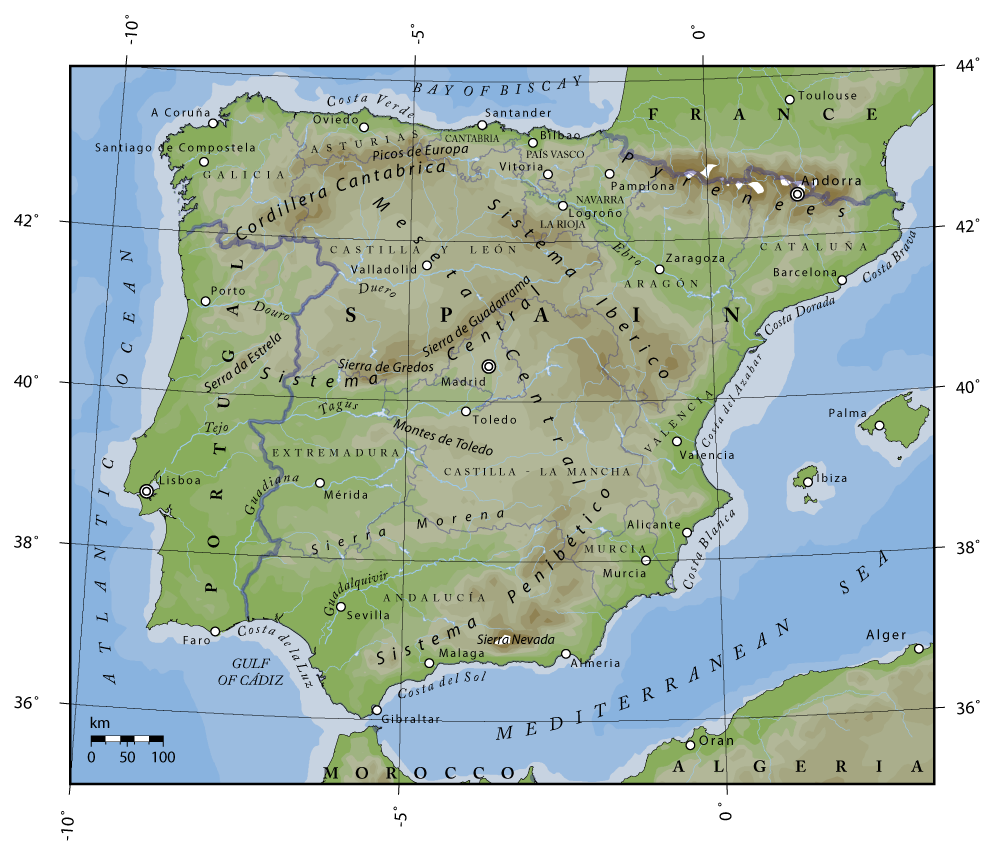
Mapa fizyczna Półwyspu Iberyjskiego

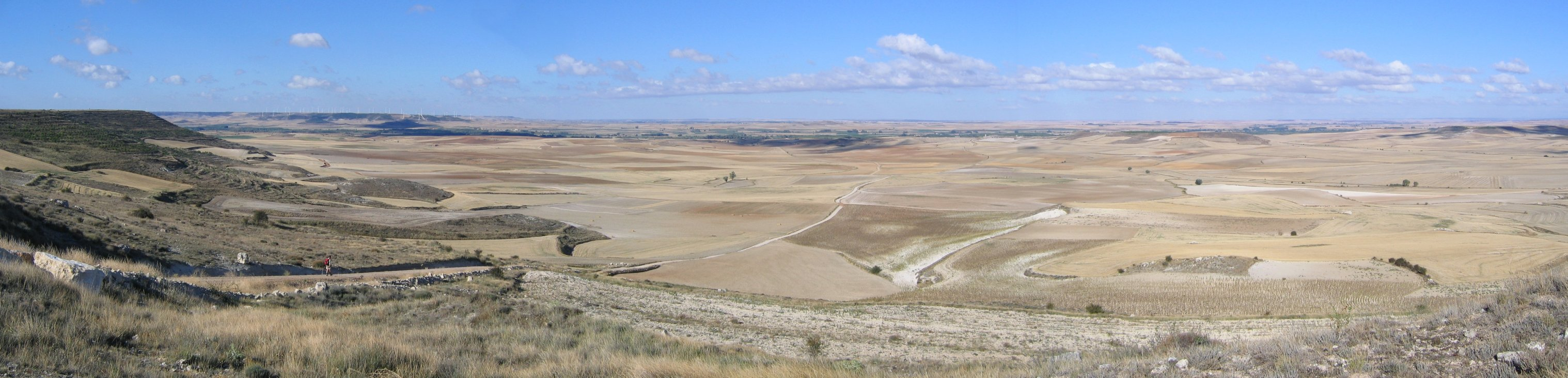
Centralna część Mesety w Kastylii

Meseta, Meseta Iberyjska (hiszp. Meseta Central, z hiszp. – płaskowyż) – wyżynno-górska, środkowa część Półwyspu Iberyjskiego, w Hiszpanii i Portugalii.
Meseta obejmuje obszar ok. 400 tys. km² w centralnej części Półwyspu Iberyjskiego. W środkowej części Mesety znajdują się Góry Kastylijskie, rozdzielające Starą i Nową Kastylię.
Północną granicę stanowią Góry Kantabryjskie, północno-wschodnią Góry Iberyjskie, a południową Sierra Morena. Meseta łagodnie opada ku zachodowi w stronę Oceanu Atlantyckiego.
Powierzchnię Mesety budują trzeciorzędowe skały osadowe. Są to głównie skały ilaste, wapienie, gipsy.
Przez Mesetę płyną rzeki Tag i Duero.
Na jej terenie znajdują się wspólnoty autonomiczne: Kastylia i León, Kastylia-La Mancha, Madryt i Estremadura.